# سفارة فرنسا في كوستاريكا
سفارة فرنسا في كوستاريكا هي أرفع تمثيل دبلوماسي لدولة فرنسا لدى كوستاريكا. تقع السفارة في سان خوسيه وهي تهدف لتعزيز المصالح الفرنسية في كوستاريكا.

## وصلات خارجية
- الموقع الرسمي
- قائمة سفارات فرنسا
- قائمة السفارات في كوستاريكا